# Afriki
Afriki is het vierde studioalbum van de Malinese band Habib Koite & Bamada.
Het album is uitgebracht op 25 september 2007 bij het Amerikaanse platenlabel Cumbancha. Tijdens de bijbehorende tour stond de groep regelmatig op Nederlandse podia. Daarnaast leidde dit album de band naar verscheidene landen over de hele wereld. De hoornpartij in het nummer "Africa" is opgenomen door Pee Wee Ellis (die eerder samen speelde met onder anderen James Brown.)
De titel van het album is afkomstig uit de Malinese taal Bambara en betekent "Afrika". Het thema van het album is dan ook Afrika, en de uitdagingen en krachten van dit continent. 

## Tracklist
1. "Namania"
2. "N'tesse"
3. "Africa"
4. "Fimani"
5. "N'ba"
6. "Mali Ba"
7. "Barra"
8. "N'Teri"
9. "Nta Dima"
10. "Massake"
11. "Titati"

Alle nummers op dit album zijn gecomponeerd door Habib Koite. 